# 선준영
선준영(宣晙英, 1939년 ~ )은 대한민국의 외무공무원이다. 김대중 정부에서 초대 외교통상부 차관을 지냈다.

## 생애
외교부 내에서 손꼽히는 경제ㆍ통상통으로 세계무역기구(WTO)등 국제기구에도 널리 알려진 통상외교 전문가다.
외무부 2차관보 시절 한미자동차 통상마찰 등 대미통상현안을 잘 마무리했고, 제네바 대사로 근무하면서 UN군축회의와 세계무역기구(WTO)서비스이사회 및 UN인권위 의장직을 성공적으로 수행했다.

## 학력
- 서울대학교 법학과
- 아메리칸 대학교 대학원

## 경력
- 통상2과장
- 주 미국 대사관공사
- 국제경제국ㆍ통상국장
- 주 체코 대사관 대사
- 제2차관보
- 주 제네바 대표부 대사
- 외교통상부 차관
- 주 UN 대사
- 유엔한국협회 명예회장